# Aleksander Hauke-Ligowski
o. Aleksander Hauke-Ligowski, właśc. Kornel Hauke-Ligowski (ur. 24 września 1936 w Lublinie) – polski dominikanin, zaangażowany w odbudowę życia religijnego w Rosji i na Ukrainie, uczestnik organizowanej przez Komitet Obrony Robotników głodówki w kościele św. Marcina w Warszawie w maju 1977.

## Życiorys
Urodził się w rodzinie ziemiańskiej posługującej się herbem "Bosak". Jego matka zmarła wkrótce po porodzie. W czasie II wojny światowej jego ojciec Kazimierz Bosak-Hauke ukrywał się; został wówczas zaadoptowany przez ciotkę Antoninę Ligowską. Ukończył archeologię na Uniwersytecie Wrocławskim i następnie (w 1960) wstąpił do zakonu dominikańskiego, a 25 czerwca 1965 przyjął święcenia kapłańskie. 
Był m.in. dwukrotnie przeorem klasztoru w Poznaniu (1969-1972 i 1980-1982), pracownikiem Instytutu Tomistycznego w Warszawie (1972-1980), magistrem (wychowawcą) kleryków dominikańskich (1982-1990) oraz socjuszem prowincjała Tadeusza Marka (1990-1994). Od 2001 mieszka w klasztorze w Lublinie.
Pod koniec lat 60. zaczął jeździć z tajnymi podróżami misyjnymi do ówczesnego Związku Radzieckiego - Wilna, Tallinna, Rygi, Leningradu i Moskwy. Jego wyjazdy trwały systematycznie do 1977 i ponownie od 1984. W 1991 zaangażował się w tworzenie dominikańskiego wikariatu generalnego obejmującego Rosję i Ukrainę. Był m.in. socjuszem pierwszego wikariusza generalnego dominikanów tamże. W latach 1994–1998 mieszkał w Kijowie, gdzie m.in. organizował Wyższy Instytut Nauk Religijnych św. Tomasza z Akwinu.
W latach 70. uczestniczył w spotkaniach Klubu Inteligencji Katolickiej. Poznany tam Bohdan Cywiński poprosił go, żeby został kapelanem głodówki w kościele Św. Marcina w Warszawie w obronie zatrzymanych przez władze komunistyczne członków Komitetu Obrony Robotników (24-31 maja 1977). Brał w tej głodówce udział na tych samych zasadach, co wszyscy uczestnicy. W lutym 1978 podpisał deklarację Towarzystwa Kursów Naukowych.